# Liste der Kulturdenkmale in Kröppelshagen-Fahrendorf
In der Liste der Kulturdenkmale in Kröppelshagen-Fahrendorf sind alle Kulturdenkmale der schleswig-holsteinischen Gemeinde Kröppelshagen-Fahrendorf (Kreis Herzogtum Lauenburg) aufgelistet (Stand: 10. März 2025).

## Legende
In den Spalten befinden sich folgende Informationen:
- Objekt-ID: die Nummer des Kulturdenkmales
- Lage: die Adresse des Kulturdenkmales und die geographischen Koordinaten. Kartenansicht, um Koordinaten zu setzen. In der Kartenansicht sind Kulturdenkmale ohne Koordinaten mit einem roten Marker dargestellt und können in der Karte gesetzt werden. Kulturdenkmale ohne Bild sind mit einem blauen Marker gekennzeichnet, Kulturdenkmale mit Bild mit einem grünen Marker.
- Offizielle Bezeichnung: Bezeichnung des Kulturdenkmales
- Beschreibung: die Beschreibung des Kulturdenkmales
- Bild: ein Bild des Kulturdenkmales

## Bauliche Anlagen
| Objekt-ID | Lage                                         | Offizielle Bezeichnung       | Beschreibung | Bild |
| --------- | -------------------------------------------- | ---------------------------- | --- | ---- |
| 10456     | Frachtweg 2–4 (53° 29′ 13″ N, 10° 18′ 55″ O) | Wohn- und Wirtschaftsgebäude | Wohn- und Wirtschaftsgebäude; 1830; eingeschossiges, überwiegend gemauertes Fachhallenhaus mit backsteinsichtigen Fassaden unter Reetdach, die Innenstruktur ist in ihren Grundzügen erhalten - Begründung: geschichtlich, Kulturlandschaft prägend - Schutzumfang: gesamtes Objekt - Denkmaltyp: Bauliche Anlage          | BW   |
| 3890      | Frachtweg 15 (53° 29′ 4″ N, 10° 18′ 37″ O)   | Fachhallenkate               | Beschreibung: Fachhallenkate; ca. 1780; ehem. Rauchhaus, eingeschossiger Fachwerkbau mit reetgedecktem Halbwalmdach, die westliche Giebelseite mit Grootdör, nach Osten Obergeschoss leicht vorkragend - Begründung: geschichtlich, Kulturlandschaft prägend - Schutzumfang: gesamtes Objekt - Denkmaltyp: Bauliche Anlage | BW   |

## Quelle
- Liste der Kulturdenkmale in Schleswig-Holstein – Herzogtum Lauenburg (PDF)

- Karte mit allen Koordinaten:
- OSM |
- WikiMap